# Локно (Псковская область)
Локно — деревня в Палкинском районе Псковской области России. Входит в состав Палкинской волости.
Расположена на берегу реки Локнянка (Варавина), в 15 км к северо-западу от посёлка Палкино и в 5 км к юго-западу от прежнего волостного центра, деревни Васильево.

## История
Погост Локно в писцовых книгах 1585-87 гг. обозначен центром Локонской губы Изборского уезда.
До апреля 2015 года деревня входила в состав Васильевской волости, затем Васильевская волость была упразднена и включена в состав Палкинской волости.

## Население
| 2001 | 2002 | 2010 | 2014 | 2015 | 2016 |
| ---- | ---- | ---- | ---- | ---- | ---- |
| 56   | →56  | ↘52  | ↘48  | ↘46  | ↘43  |